# 梶川賢司
梶川 賢司（かじかわ けんじ）は、広島県出身のスーツアクター。
専修大学国際経済学出身。

## 出演作品
※太字はメインキャラ

### テレビ
- TAXMEN（2010年）
- ウルトラシリーズ
  - ウルトラゾーン（2011年） - ダダ[2]
  - 新ウルトラマン列伝（2013年 - 2016年）
    - ウルトラマンギンガ（2013年） - サンダーダランビア（SD）、ケムール人（SD）、スーパーグランドキング（SD）、ダークルギエル[要出典]
    - ウルトラマンギンガS（2014年）
    - ウルトラマンX（2015年） - アクション（1話）、ゼットン、ダダ（9話）、ツルギデマーガ

  - ウルトラ怪獣散歩（2015年 - 2019年） - アクション
  - ウルトラマンオーブ（2016年） - アクション
  - ウルトラマンジード（2017年） - スカルゴモラ、ギャラクトロン、ゴドラ星人、ゴドラ星人ゴドー＝ウィン、グビラ、キングギャラクトロン
  - ウルトラマンR/B（2018年） - グランドキングメガロス、カミソリデマーガ
  - ウルトラマンタイガ（2019年） - ヘルベロス、ギャラクトロンMK2、ギマイラ、スカルゴモラ、ギーストロン
  - ウルトラマンZ（2020年） - セブンガー、スカルゴモラ、警備員（8話）、ギーストロン、バラバ、デマーガ、レッドキングB（24話）
  - ウルトラマントリガー NEW GENERATION TIGA（2021年 - 2022年） - ゴルバー、デスドラゴ、宇宙セブンガー、ゴルバーII、バニラ、メガロゾーア
  - ウルトラマンデッカー（2022年） - デスドラゴ、モンスアーガー、アギラ（6、9話）、スフィアメガロゾーア、ネオメガス、スフィアネオメガス（12話）、ゴメス（S）、ギャラクトロンMK2、スフィアゴモラ（23話）
  - ウルトラマンブレーザー（2023年） - ゲードス、レヴィーラ、ニジカガチ、デマーガ、ベビーデマーガ、ギガス

### 映画
- ウルトラシリーズ
  - 大怪獣バトル ウルトラ銀河伝説 THE MOVIE（2009年）
  - ウルトラマンゼロ THE MOVIE 超決戦!ベリアル銀河帝国（2010年）
  - ウルトラマンサーガ（2012年） - ゴメス[2]
  - ウルトラマンギンガ 劇場スペシャル（2013年） - タイラント（SDU）[要出典]
  - ウルトラマンギンガ 劇場スペシャル ウルトラ怪獣☆ヒーロー大乱戦!（2014年）
  - 劇場版 ウルトラマンX きたぞ!われらのウルトラマン（2016年） - ゴーグアントラー
  - 劇場版 ウルトラマンオーブ 絆の力、おかりします!（2017年） - サポート
  - 劇場版 ウルトラマンジード つなぐぜ! 願い!!（2018年） - ギャラクトロンMK2
  - 劇場版 ウルトラマンR/B セレクト 絆のクリスタル（2019年）
  - 劇場版 ウルトラマンタイガ ニュージェネクライマックス（2020年） - ヘルベロス
  - ウルトラマントリガー エピソードZ（2022年） - デスドラゴ
  - ウルトラマンデッカー最終章 旅立ちの彼方へ…（2023年） - イカルス星人
  - ウルトラマンブレーザー THE MOVIE 大怪獣首都激突（2024年） - ゴンギルガン

### ネット配信
- ウルトラマンオーブ THE ORIGIN SAGA（2016年） - 怪獣
- セブンガーファイト（2021年） - セブンガー[2]、宇宙セブンガー[3]